# Руус Нєеме Альфредович
Нєеме Альфредович Руус (11 грудня 1911, село Опаріно Нікольського повіту Вологодської губернії, тепер Вологодської області, Російська Федерація — розстріляний 2 червня 1942, місто Таллінн, тепер Естонія) — радянський естонський діяч, секретар ЦК КП(б) Естонії, заступник голови Ради народних комісарів Естонської РСР. Член Бюро ЦК КП Естонії в 1940—1941 роках. Депутат Державної думи Естонії 1-го (1938—1940) та 2-го (1940) скликань.

## Життєпис
Народився в родині шевця. У 1920 році родина переїхала до незалежної Естонії. Закінчив гімназію в місті Пярну. З 1930 по 1931 рік працював бухгалтером.
З 1931 по 1932 рік викладав мову есперанто у Швеції. Завдяки скандинавським стипендіям відвідав Норвегію, Данію, Бельгію та Францію. Довгий час перебував як стипендіат у Швейцарії. 
З 1933 року працював консультантом Естонського освітнього союзу. З 1936 року — заступник директора Таллінського народного університету. Працював у профспілці конторських службовців, у Товаристві Таллінського народного університету, у палаті службовців підприємств, у пенсійній касі діячів культури, у Товаристві есперантистів «Есперо» та у Спортивному товаристві «Рюннак».
Обирався депутатом Державної думи Естонії 1-го скликання (1938) та Талліннської міської думи. Лівий соціаліст. Підтримував окупацію Естонії радянськими військами, був одним із організаторів прорадянських виступів робітників у Тарту.
21 червня — 25 серпня 1940 року — міністр соціального забезпечення Естонії.
Член ВКП(б) з 1940 року.
27 липня 1940 — 5 лютого 1941 року — секретар ЦК КП(б) Естонії з пропаганди та агітації.
З 6 березня 1941 року — завідувач відділу пропаганди та агітації ЦК КП(б) Естонії.
З 23 червня 1941 року — заступник голови Ради народних комісарів Естонської РСР.
Влітку 1941 року залишений в окупованій німцями Естонії керувати підпіллям, працював на одному з хуторів села Хірвлі. 12 вересня 1941 року був виданий гестапо своїм безпосереднім начальником, першим секретарем ЦК КП(б) Карлом Сяре. Страчений у Таллінні 2 червня 1942 року.